# Olivier Latry

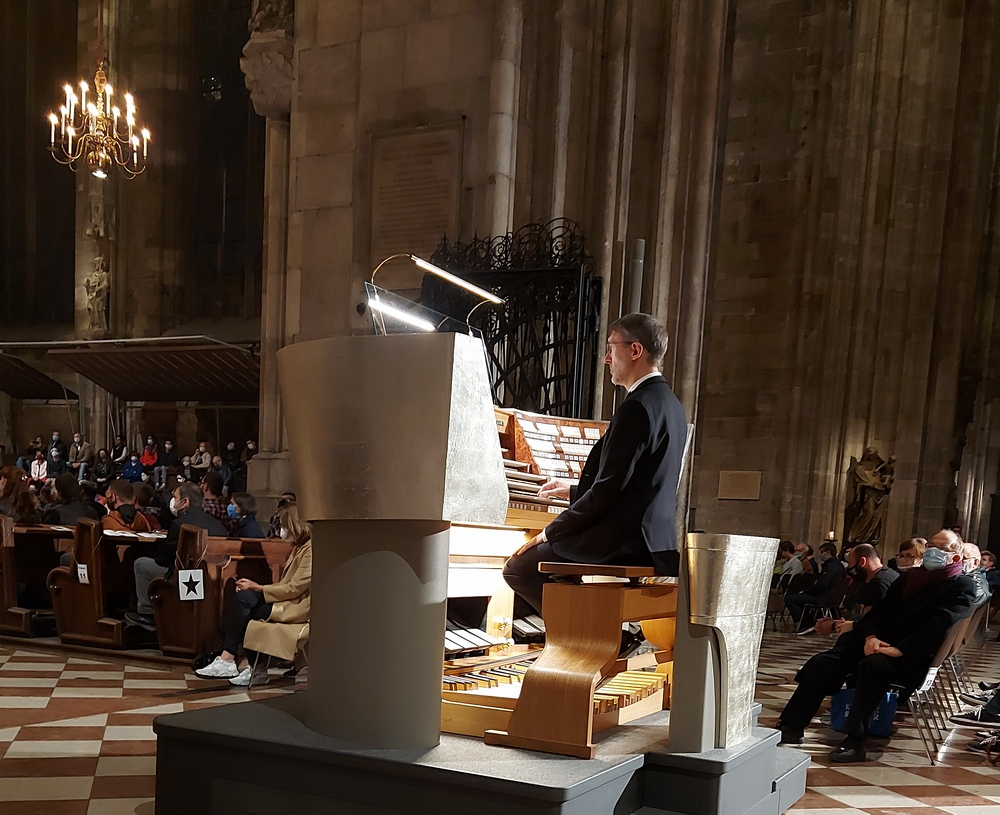
Olivier Latry en la catedral de San Esteban en Viena (2020).

Olivier Latry (22 de febrero de 1962) es un organista francés, improvisador y profesor de órgano en el Conservatorio de París.

## Biografía
Latry nació en Boulogne -sur- Mer, Francia. Después de haber comenzado sus estudios musicales en esta localidad, en 1978 empezó a estudiar órgano con Gaston Litaize en la Academia de Saint-Maur, y composición con Jean-Claude Raynaud en la Academia de París. 
Después de convertirse en profesor de órgano en el Instituto Católico de París en 1983 y posteriormente en la Academia de Reims, sucedió a Gaston Litaize en la Academia de Saint-Maur en 1990. En 1995, Latry fue nombrado profesor de órgano en la Academia de París, cargo que ocupó conjuntamente con Michel Bouvard.
En 1985, a los 23 años de edad, Latry obtuvo el puesto de uno de los cuatro Titulaires des grands orgue de Notre-Dame de París junto a Yves Devernay, Philippe Lefèbvre y Jean-Pierre Leguay, tras la muerte de Pierre Cochereau.
Además de este papel y sus posiciones de enseñanza, Latry lleva a cabo una activa carrera como concertista: ha tocado en más de cuarenta países de los cinco continentes, en particular en los Estados Unidos, donde hizo su primera gira en 1986, convirtiéndose en uno de los organistas franceses más populares en ese país.
Latry no quiso especializarse en la música de un período de tiempo específico, pero se ha ganado una reputación para la realización de música de sus contemporáneos. Es famoso por sus interpretaciones de las obras de Olivier Messiaen y ha grabado sus obras para órgano completas para Deutsche Grammophon.
Latry también es considerado como un improvisador distinguido, en la tradición de la línea francesa que va desde Charles Tournemire a través de Pierre Cochereau.